# El señor Barriga
Zenón Barriga y Pesado, más conocido como El Señor Barriga, es uno de los personajes de la serie de televisión mexicana El Chavo del Ocho. Es personificado por el actor Édgar Vivar. Está casado con una mujer de negocios y tiene un hijo llamado Ñoño. Es el dueño de la vecindad (y también dueño del restaurante de Doña Florinda); sus visitas a la vecindad son continuas ya que siempre está detrás de Don Ramón para cobrarle los 14 meses de renta que le debe, pero de nada le sirve ya que Don Ramón siempre consigue la forma de engañarlo para no pagarle. Aunque se lo muestra  gruñón, es muy buena persona, porque a pesar de las burlas de los niños y de los continuos golpes del Chavo, tiene un espíritu bondadoso y noble con todos los inquilinos de la vecindad. Siendo el Señor Barriga, víctima de las travesuras del Chavo, siempre lo invitó tanto a ir al cine como a ir de vacaciones. Su voz en la 1ª temporada de la versión animada es caracterizada por Víctor Delgado y desde la 5ª temporada es caracterizada por Sebastián Llapur. 
Durante la serie del Chavo del Ocho, el señor Barriga era un personaje principal o secundario en la mayoría de los episodios; debido a la salida de Don Ramón y Quico del programa, el personaje pasó a ser secundario (ya que Édgar Vivar participaba más como Ñoño que como el Señor Barriga). Durante el programa Chespirito, ocurrió lo mismo en los años 1980-1986 donde el personaje era secundario; a partir del año 1987, el personaje pasó a ser terciario, ya que aparecería por breves cameos, donde era golpeado por el Chavo o cobraba la renta a los inquilinos de la vecindad.

## Personalidad
Zenón Barriga y Pesado es un hombre de unos 40 años, quién nació en la vecindad en una vivienda que ya no existe, está casado con una mujer de negocios que vive en España (como se lo menciona en el episodio de "La Navidad"), con quien tuvo a su único hijo, Ñoño, que, al igual que él, tiene un problema de sobrepeso o contextura gruesa. 
Es un hombre de negocios con una muy buena situación económica; sin embargo, varias veces alude a sus tiempos de pobreza y cómo se hizo próspero trabajando (aludiendo en una ocasión a su "humilde familia"). El Señor Barriga es muy paciente y bondadoso, tanto con Don Ramón, Doña Florinda, Jaimito el cartero, Doña Clotilde y Doña Nieves cuando no le pagan la renta (en una ocasión incluso se inventa un pretexto para perdonarle la deuda a Don Ramón), como con el Chavo y los demás niños, a quienes nunca golpea, a pesar de que el Chavo, de forma no intencional, siempre lo recibe con un golpe cuando llega a la vecindad (y, si acaso se salva a la entrada, a la salida no falla), le pone apodos y demás insultos. 
A pesar de su buen talante, el Señor Barriga se enfada con frecuencia con los niños y los inquilinos morosos; las frecuentes alusiones a su sobrepeso son una de las principales causas de enojo. Sin embargo, en una ocasión su enfado llegó a tal extremo en el episodio El insomnio del Chavo en el cual Don Ramón pellizcaba accidentalmente al Señor Barriga, y éste enojado, le había mencionado que "no soportaba ni un pellizco de su madre", y golpeaba a Don Ramón, dejándolo caer al suelo, y el Señor Barriga le caía encima, y aprovechando su corpulencia, aplastó a Don Ramón en el momento. Fue la única ocasión en la que el Señor Barriga agredió a alguien voluntariamente y el único castigo que Don Ramón recibió de él.
Su equipo de fútbol favorito en un episodio de 1973 y 1978 es el Monterrey, con poca afición en esos tiempos.

## Vestuario
En toda la serie siempre lleva un traje oscuro de dos piezas con corbata. Excepto cuando fue a Acapulco con el Chavo donde cambia su traje formal por camisa hawaiana y pantalones cortos. Él siempre lleva unos anteojos y un portafolios para guardar los recibos de los pagos de renta y documentos de su trabajo. En ocasiones utiliza un sombrero.